# Фуджінамі
«Фуджінамі» (Fujinami, яп. 藤波) — ескадрений міноносець Імперського флоту Японії типу «Югумо», який взяв участь у Другій світовій війні.

## Історія створення
Корабель був закладений 25 серпня 1942 року на верфі «Фуджінагата» в Осаці. Спущений на воду 20 квітня 1943 року, вступив у стрій 31 липня того ж року.

## Історія служби

### 1943 рік
Перші кілька місяців після завершення «Фуджінамі» провів у водах Японського архіпелагу, при цьому з 20 серпня 1943-го він належав до 32-ї дивізії ескадрених міноносців. 13 вересня есмінець виходив для допомоги транспорту «Цуяма-Мару», яке було торпедоване підводним човном під час рейсу з Японії до Мікронезії. Вже на завершальному етапі операції 14 вересня «Фуджінамі» перебрав на себе проведення цього судна на буксирі та за кілька годин привів до Куре.
У жовтні 1943-го корабель залучили у транспортній операції «Тей Го», яка мала за мету підсилення ряду гарнізонів у Мікронезії та Меланезії. Спершу 15—20 жовтня «Фуджінамі» разом з 2 іншими есмінцями та легким крейсером охороняли перехід 2 лінкорів (один з ешелонів конвою «Тей № 3 Го») з Саєкі (північно-східне узбережжя Кюсю) на атол Трук у центральній частині Каролінських островів (тут була головна база японського ВМФ у Океанії). 22 жовтня той же загін (тільки без лінкорів) рушив на схід Каролінського архіпелагу до острова Понапе, де 23 жовтня розвантажився та наступної доби повернувся на Трук. 26—28 жовтня ці кораблі здійснили другий рейс до Понапе і назад.
1 листопада 1943-го союзники здійснили висадку на острові Бугенвіль, лише за чотири сотні кілометрів на південний схід від Рабаула (головна передова база в архіпелазі Бісмарка на східному завершенні острова Нова Британія). З останнього в межах контрзаходів вийшов загін, найбільшими кораблями якого були два важкі крейсери, проте в ніч проти 2 листопада він зазнав поразки в бою у затоці Імператриці Августи. Готуючись до нової контратаки, японське командування вислало з Труку до Рабаулу одразу сім важких крейсерів, серед есмінців охорони яких був і «Фуджінамі». 5 листопада шість крейсерів досягнули пункту призначення (сьомий перенаправили для допомоги пошкодженим танкерам), проте цього ж дня Рабаул уперше став ціллю для американського авіаносного угруповання. «Фуджінамі» поцілили торпедою, проте вона не здетонувала. Втім, унаслідок атаки одразу 5 важких крейсерів зазнали пошкодження, що фактично остаточно нейтралізувало загрозу для сил вторгнення на Бугенвіль (хоча японське командування помилково вважало, що ворожі сили істотно послаблені внаслідок бою 2 листопада).
Є відомості, що 6—7 листопада 1943-го «Фуджінамі» якимось чином був залучений у операції з перевезення бійців до району плацдарму союзників на Бугенвілі — хоча на острові був великий японський гарнізон, проте в умовах джунглів оперативно перекинути ці сили до місця ворожої висадки було нелегко (у операції також брали участь 2 легкі крейсери та 11 інших есмінців). Втім, вже за добу незначний японський загін (біля п'яти сотень осіб) був атакований силами союзників та із важкими втратами відкинутий у джунглі.
11 листопада 1943-го «Фуджінамі» разом зі ще 4 есмінцями та легким крейсером «Носіро» вийшов з Рабаула для ескортування на Трук важкого крейсера «Мая» (був пошкоджений під час атаки 5 листопада). Втім, 12 листопада «Фуджінамі», ще один есмінець та «Носіро» відрядили для допомоги легкому крейсеру «Агано», який полишив Рабаул так само 11 листопада та на переході був торпедований підводним човном. У підсумку 16 листопада пошкоджений корабель змогли привести на Трук («Фуджінамі» прибув сюди пізно ввечері 15 листопада).
20 листопада 1943-го американці розпочали операцію по оволодінню островами Гілберта. Хоча японці у підсумку так і не наважились протидіяти цій операції надводними кораблями, проте з 23 листопада по 5 грудня «Фуджінамі» та ще 4 есмінці охороняли 3 важкі крейсери, що виходили до Маршаллових островів, де певний час перебували на атолах Кваджелейн та Еніветок.
7 грудня 1943-го «Фуджінамі» прибув на Сайпан (Маріанські острови), а наступної доби вийшов звідси для допомоги танкеру «Сойо-Мару», який був торпедований підводним човном, коли прямував із Труку. Втім, пошкоджене судно було добите субмариною раніше, ніж есмінець прибув на місце подій. 10 грудня «Фуджінамі» повернувся на Сайпан.

### 1944 рік
24 грудня 1943-го «Фуджінамі» повернувся на Трук, а 27—29 грудня виходив з бази для зустрічі 2 важких крейсерів, які прямували з Японії в межах операції «Бо Го» (доставка підкріплень до архіпелагу Бісмарка). 2—5 січня 1944-го «Фуджінамі» та ще один есмінець здійснили разом з тими ж крейсерами круговий рейс до Кавієнгу (друга за значенням база у зазначеному архіпелазі, розташована на північному завершенні острова Нова Ірландія), де були висаджені доправлені з Японії військовослужбовці.
10—16 січня 1944-го «Фуджінамі» разом з двома іншими есмінцями супроводив до Куре лінкор «Ямато», який у грудні був торпедований американським підводним човном. На переході загін тричі виявляли інші ворожі субмарини, проте жодного разу їм не вдалось зайняти положення для атаки.
Наприкінці січня 1944-го «Фуджінамі» ескортував конвой No.8130B до острова Окінава, а 2 лютого повернуся до Японії в порт Йокосука. 4 лютого есмінець повів конвой №3206 з Йокогами на Трук. Цей загін наблизився до місця призначення 17 лютого, коли база на Труці стала ціллю для потужного удару американського авіаносного угруповання та була розгромлена. Конвой спершу атакував підводний човен, а потім літаки, що призвело до загибелі кількох транспортів. «Фуджінамі» приняв на борт так багато вцілілих з «Гйотен-Мару» (перевозило 1200 військовослужбовців), що був вимушений перервати рятувальну операцію через загрозу перевертання. 18 лютого есмінець досягнув Труку разом із залишками конвою.
19—24 лютого 1944-го «Фуджінамі» пройшов з Труку на Палау (західні Каролінські острова), супроводжуючи сюди ремонтне судно «Акасі». 1 березня есмінець вийшов звідси для допомоги транспорту «Сакіто-Мару», який прямував на Маріанські острови в конвої «Мацу-Мару» з кількома тисячами військовослужбовців на борту та був торпедований підводним човном. Втім, «Фуджінамі» прибув на місце атаки лише через дві доби після загибелі «Сакіто-Мару» та не зміг знайти жодної особи і 7 березня повернувся на Сайпан.
10—13 березня 1943-го «Фуджінамі» разом зі ще одним есмінцем супроводив танкер «Кокуйо-Мару» з Сайпану на Палау, після чого кілька тижнів ніс тут патрульно-ескортну службу. 29 березня «Фуджінамі» та ще 7 есмінців полишили Палау, щоб супроводити до Південно-Східної Азії лінкор «Мусаші» та 5 важких крейсерів (японське командування очікувало ворожої атаки і на цю базу, причому вже 30 березня по Палау дійсно завдало потужного удару авіаносне угруповання). Вже за кілька годин після виходу в море підводний човен торпедував «Мусаші», після чого «Фуджінамі» та ще 2 есмінці повели його до Японії, куди прибули 2 квітня.
17 квітня 1944-го «Фуджінамі» приєднався в Цусімській протоці до конвою та 19 квітня довів його в район Шанхаю. Тут есмінець залучили до охорони конвою «Таке № 1», який рушив 21 квітня із Шанхаю з завданням доправити значні військові контингенти на Мінданао та Нову Гвінею. На своєму шляху «Таке № 1» втратив кілька суден, разом з якими загинуло близько 4 тисяч військовослужбовців. 9 травня "Таке № 1" почав розвантаження на острові Хальмахера, тоді як «Фуджінамі» прослідував до Балікпапану (центр нафтовидобувної промисловості біля північно-східного узбережжя Борнео), а 18 травня перейшов до Таві-Таві (на однойменному острові у філіппінському архіпелазі Сулу). На той час сюди ж прибули головні сили японського флоту, що готувались до відбиття неминучої атаки на основний оборонний периметр Імперії, який проходив через Маріанські острови, Палау та захід Нової Гвінеї.
Кілька тижнів «Фуджінамі» провів у районі Таві-Таві, беручи участь у тренуваннях та протичовнових заходах. 7 квітня 1944-го разом з есмінцем «Хаманамі» він виходив для порятунку вцілілих зі ще одного корабля цього класу «Хаянамі», торпедованого підводним човном (можливо відзначити, що одна з американських субмарин змогла протягом 4 діб потопити в районі Таві-Таві одразу три японські есмінці).
12 червня 1944-го американці розпочали операцію з оволодіння Маріанськими островами і невдовзі головні сили японського флоту вийшли з Таві-Таві для контратаки, при цьому «Фуджінамі» разом з 6 іншими есмінцями і легким крейсером забезпечував охорону «загону С», головну силу якого становили лінкори та важкі крейсери. 19—20 червня японці зазнали важкої поразки в битві у Філіппінському морі, а 22 червня японський флот прибув на Окінаву. Звідси більшість кораблів рушила до Японії, проте «Фуджінамі»з 23 по 29 червня разом есмінцем «Таманамі» супроводив танкер «Кокуйо-Мару» з Окінави до Сінгапуру.
2 липня 1944-го «Фуджінамі» й «Таманамі» повели до Маніли «Кокуйо-Мару» та легкий крейсер «Кітакамі» (після важкого пошкодження прямував для ремонту в Японії). 7 липня за дві з половиною сотні кілометрів на захід від Маніли «Таманамі» був потоплений підводним човном, після чого «Фуджінамі» провів практично без успіху пошуки вцілілих, а 9 липня прибув до Маніли. 10—17 липня «Фуджінамі» пройшов з Маніли до Куре (є дані, що він при цьому й далі ескортував «Кокуйо-Мару»).
10 серпня 1944-го «Фуджінамі» почав супроводжувати конвой HI-71, який вирушив з японського порту Моджі до Сінгапуру. В районі Філіппін конвой був атакований підводними човнами та зазнав істотних втрат. «Фуджінамі» прийняв на борт велику кількість вцілілих, а 20 серпня висадив їх у Санта-Круc на західному узбережжі острова Лусону. 22 серпня есмінець прибув до Маніли, при цьому невдовзі його вивели зі складу охорони HI-71. Натомість 28 серпня 1944-го «Фуджінамі» попрямував до Мірі (центр нафтовидобутку на північно-західному узбережжі Борнео) та певний час діяв у цьому районі.
8 жовтня 1944-го «Фуджінамі» прибув у район Сінгапуру, а 18 жовтня вийшов звідси разом з головними силами японського флоту, які рушили для протидії ворожій атаці на Філіппіни. Вони пройшли через Бруней, після чого розділились на два з'єднання. «Фуджінамі» увійшов до ескорту головних сил адмірала Куріти, які 24 жовтня пройшли через море Сібуян (внутрішня частина Філіппінського архіпелагу на південь від острова Лусон) під потужними ударами американської авіації, при цьому есмінець зазнав певних пошкоджень від близького вибуху бомби (розпочалось протікання, зменшилась максимальна швидкість).

### Загибель
Далі з'єднання Куріти вийшло у Філіппінське море та 25 жовтня 1944-го провело бій біля острова Самар з групою ескортних авіаносців. Під час цих подій «Фуджінамі» дістав наказ допомагати важкому крейсеру «Тьокай», який втратив хід. У підсумку «Фуджінамі» зняв з крейсера екіпаж, після чого добив його торпедами і попрямував услід за залишками флоту, що відступив через протоку Сан-Бернардіно. 26 жовтня, попри атаки авіації, «Фуджінамі» вдалось досягнути Корону (східне завершення архіпелагу Палаван). Тут на «Фуджінамі» дістали наказ повертатись назад для допомоги есмінцю «Хаясімо». 27 жовтня 1944-го біля острова Семірара (на виході з внутрішніх морів Філіппін у море Сулу) «Фуджінамі» був атакований літаками з авіаносця «Франклін». Одна зі скинутих бомб поцілила есмінець та викликала детонацію власних торпед. «Фуджінамі» розломився та затонув, загинули всі, хто перебували на його борту (серед них моряки з «Тьокай»).